# Air Tahoma
Air Tahoma fue una aerolínea de carga estadounidense con sede en Columbus, Ohio, Estados Unidos. Se estableció y comenzó a operar en 1996 en San Diego y luego se trasladó a Indianápolis en 1998 y a su última ubicación en el Aeropuerto Internacional Rickenbacker, Columbus.Air Tahoma operó vuelos de carga contratados a nivel internacional al Caribe, México, Vietnam, Filipinas y Estados Unidos. Air Tahoma cesó sus operaciones en 2009.

## Historia
Noel Rude fundó la empresa en 1996 y operaba desde el Aeropuerto Internacional Rickenbacker en Columbus, Ohio.
Air Tahoma es una filial de Cool Air Inc., fundada en 1986 por Rude y su padre, Bud Rude, un veterano de la industria aérea que fundó la empresa matriz que originalmente realizaba misiones de extinción de incendios en Washington.
FedEx contrató a Air Tahoma para volar a ciudades sin suficiente tráfico para soportar un avión más grande.

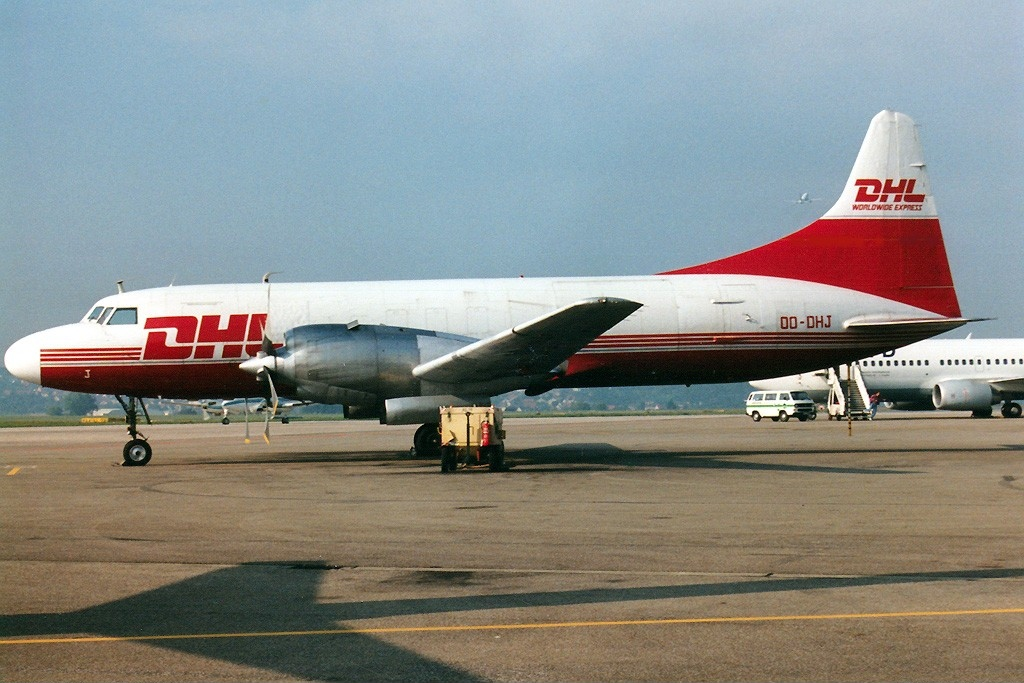
Convair 580 (OO-DHI) de Air Tahoma aparcado en el Aeropuerto de Stuttgart, Alemania (1990)

Air Tahoma operaba aviones turbohélice bimotores Convair (el 580 o el 240).
El 13 de agosto de 2004, el vuelo 185 se estrelló durante la aproximación para el aterrizaje.
Con base en el informe de inspección posterior al accidente de la Administración Federal de Aviación (FAA) del 1 de septiembre de 2008, Air Tahoma recibió el viernes 7 de noviembre de 2008 una lista de supuestas discrepancias en cada una de sus aeronaves. La empresa suspendió voluntariamente sus operaciones. El lunes 10 de noviembre, Air Tahoma presentó a la FAA un documento de 150 páginas respondiendo o desestimando cada elemento del informe de la FAA. Posteriormente, Air Tahoma reanudó sus operaciones y solicitó a la FAA información sobre cualquier problema de seguridad conocido para poder abordarlo adecuadamente. Los inspectores asignados de la FAA dijeron a la aerolínea que todo seguía "como siempre" y que sus instrucciones eran continuar con su vigilancia diaria.
Sin nueva información, la FAA emitió una revocación de emergencia el 13 de enero de 2009, citando muchas violaciones sistémicas de las Regulaciones Federales de Aviación.
La Compañía apeló la revocación. Durante el proceso de apelación, la FAA revocó todos los vuelos de ferry para reposicionar los aviones de la compañía a su base de origen y bloqueó cualquier intento de la compañía de colocar aviones con otros operadores. A cambio de retirar su apelación, la FAA permitió a la compañía trasladar su avión a casa y acordó no retener a los inspecciones necesarios a otros operadores que intentaban arrendar aviones Air Tahoma.
El Inspector General también realizó una investigación sobre Air Tahoma y su personal directivo. Como parte de la investigación,dos funcionarios principales de la FAA con conocimiento detallado de Air Tahoma declararon:
"El Primer Inspector" leyó el Informe de Investigación de Cumplimiento de la FAA (EIR) que se realizó después del accidente fatal en septiembre de 2008; declaró que, si eso llegaba a juicio, el 95% de los elementos incluidos en el EIR no tendrían fundamento. Varias cuestiones documentadas en el EIR se referían a NDT (pruebas no destructivas); declaró que Air Tahoma contrataba gran parte de su trabajo de END a empresas externas.
"El Segundo Inspector" leyó el Informe de Investigación de Cumplimiento de la FAA (EIR) sobre Air Tahoma. El EIR mencionó varias cuestiones relacionadas con aspectos de mantenimiento y no muchas cuestiones relacionadas con elementos operativos; afirmó que, si los elementos de mantenimiento en el EIR se abordaran individualmente en el tribunal, no se sostendrían. Además, si Air Tahoma hubiera tenido el dinero para ir a la corte, muchos aspectos del EIR no se habrían sostenido; no dio más detalles sobre esos temas y sus opiniones. Aunque dijo que estaba de acuerdo con el EIR, parecía "cargado de información"; no dio más detalles.
Al concluir, el Agente Especial a Cargo (SAIC) informó al Fiscal Federal Auxiliar (AUSA) sobre la información obtenida, y el AUSA se negó a procesar el caso.
Dado que Air Tahoma refutó exitosamente cada elemento de la lista del 7 de noviembre de 2008 de supuestas discrepancias en las aeronaves, y dado que los propios inspectores de la FAA creyeron que el Informe de Investigación de Cumplimiento contra Air Tahoma no se sostendría en la corte, es fácil concluir por qué la FAA presionó agresivamente a Air Tahoma para que abandonara su apelación de la orden de revocación.

## Destinos
- Desde Miami a Cancún a Mérida
- Desde Miami a Guatemala a San Pedro Sula
- Desde la Bahía de Súbic a Ho Chi Minh
- Desde Aguadilla a Puerto España
- Desde San Juan a varios otros países de las Indias Occidentales

## Flota

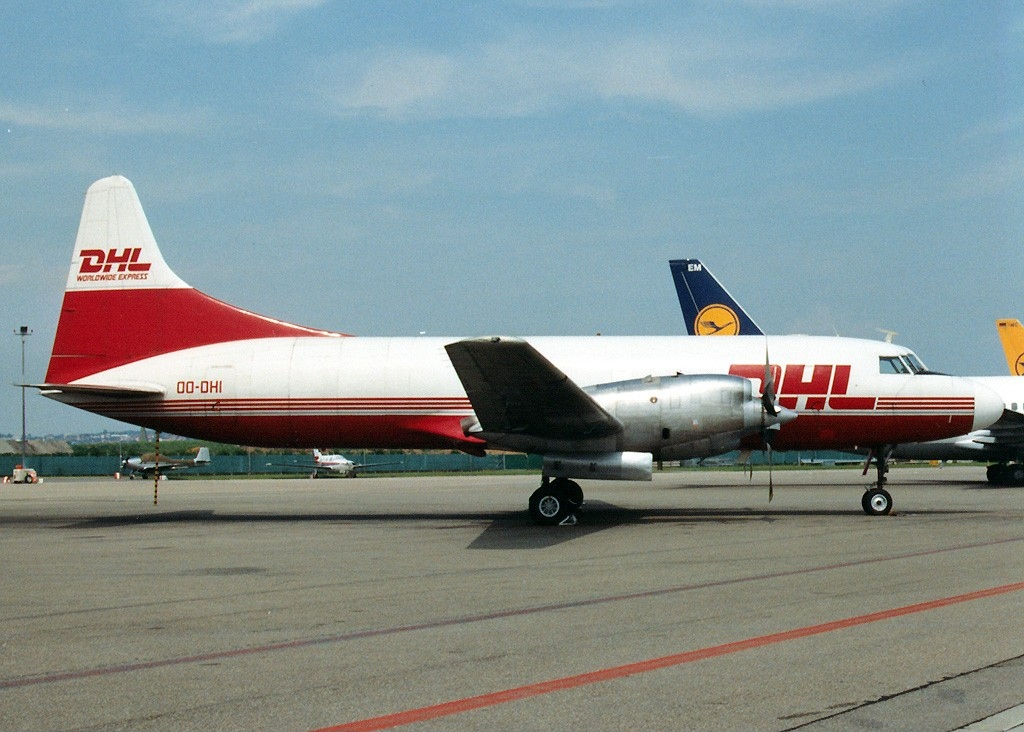
Convair 580 (OO-DHI) de Air Tahoma estacionado en el Aeropuerto de Stuttgart, Alemania (1992)

La flota de Air Tahoma incluía las siguientes aeronaves (hasta septiembre de 2007):
- 1 x BAe 146-300
- 3 x Convair CV-240
- 8 x Convair CV-580

## Accidentes e incidentes
- En octubre de 2003, un avión de Air Tahoma sufrió un incendio en el aumentador de presión del motor derecho después de aterrizar. El incendio se contuvo en el aumentador de presión (tal como estaba diseñado) y el avión no sufrió daños.
- El 7 de enero de 2004, un Convair 580 de Air Tahoma que se dirigía a Memphis perdió toda la presión de aceite del motor derecho durante la aproximación hacia el Aeropuerto de Memphis. El avión aterrizó sin incidentes.

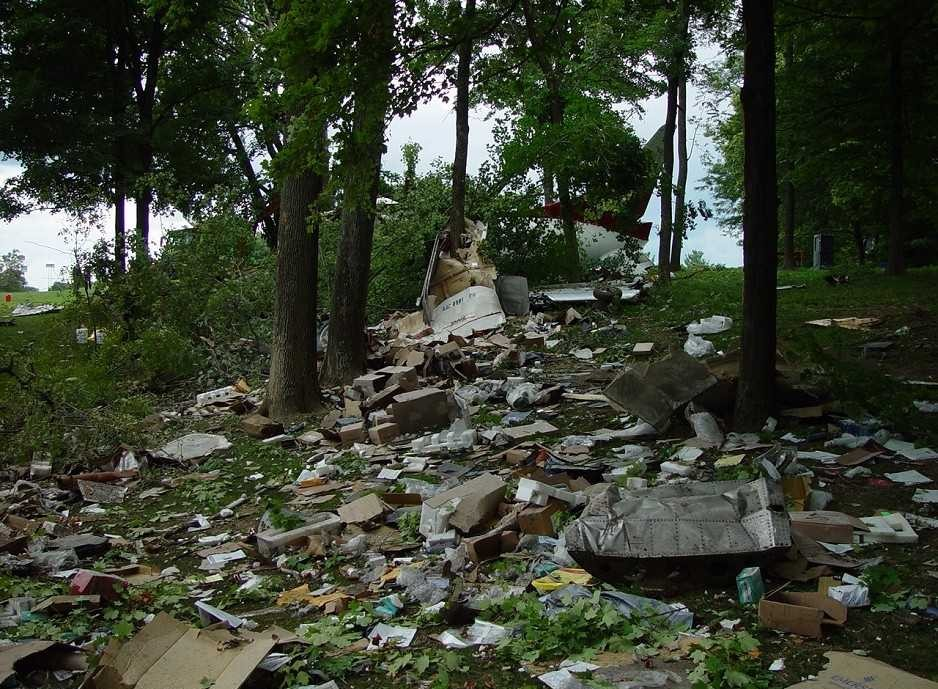
Los restos del vuelo 185 de Air Tahoma.

- El 13 de agosto de 2004, el vuelo 185 de Air Tahoma, un Convair 580 (N586P) operado por Air Tahoma se estrelló durante la aproximación para el aterrizaje a pocas millas de la pista del Aeropuerto Internacional de Cincinnati/Norte de Kentucky. El accidente mató al primer oficial Michael Ray Gelwicks y el capitán sufrió heridas leves. La NTSB dictaminó que el accidente se debió a una falla en los dos motores como resultado de que el capitán se distrajera con la planificación previa al vuelo durante el vuelo. El capitán no siguió los procedimientos adecuados de alimentación cruzada y la tripulación de vuelo no controló los indicadores de combustible. Había suficiente combustible a bordo y no había ningún problema con los sistemas de la aeronave.[3]
- El 1 de septiembre de 2008, un Convair 580 (N587X) operando el vuelo 587 de Air Tahoma se estrelló en el Condado de Pickaway, Ohio, poco después de despegar del Aeropuerto Internacional Rickenbacker, cobrándose la vida de los 3 miembros de la tripulación. La FAA y la NTSB investigaron el accidente. El Aeropuerto Internacional Rickenbacker está a 16 millas (26 km) al sureste de Columbus, Ohio. El accidente ocurrió alrededor del mediodía. Esto se debió a un ajuste incorrecto del elevador y a los procedimientos de mantenimiento posteriores incorrectos para aprobar el trabajo.[4]